# Joachim Bernhard Nicolaus Hacker
Joachim Bernhard Nicolaus Hacker, modernisiert auch Joachim Bernhard Nikolaus Hacker, (* 14. November 1760 in Wittenberg; † 4. Oktober 1817 in Zscheila) war ein deutscher Theologe, Poet und Schriftsteller.

## Leben
Joachim Bernhard Nicolaus wurde als Sohn des zweiten Diakons an der Stadtkirche Wittenberg Georg Nicolaus Hacker (1732–1807) und seiner Frau Friederike Wilhelmine geborene Neumeister am 14. November 1760 in Wittenberg geboren. Nach dem Besuch der Fürstenschule in Grimma vom 1. Dezember 1773 bis zum 16. Oktober 1779 studierte er in seiner Geburtsstadt an der Universität, wo er am 30. April 1783 den akademischen Grad eines philologischen Magisters erwarb. 
Er verdiente sich zunächst als Hauslehrer in Dresden seinen Unterhalt und wurde am 5. Mai 1786 in Wittenberg ordiniert. Von da an war er in verschiedenen theologischen Ämtern tätig.
Von 1786 bis 1788 war er Adjunkt und Rektor der Schule in Gommern, 1788 bis 1790 war er dort Diakon, von 1790 bis 1796  Pfarrer in Haseloff, von 1796 bis 1805 Pfarrer in Straach, 1805 bis 1812 Pfarrer in Brück und von 1812 bis zu seinem Tode am 4. Oktober 1817 Pfarrer in Zscheila bei Meißen. 
Joachim B. N. Hacker hat mehrere Schriften zur Erbauung und Belehrung verfasst, die bei seinen Zeitgenossen einigen Anklang fanden. Sein größtes Werk war Thanatologie oder Denkwürdigkeiten auf dem Gebiete der Gräber, ein unterhaltendes Lesebuch für Kranke und Sterbende in vier Teilen, der letzte Teil erschien im Jahre 1799. Ein anderes heißt Jesus der Weise von Nazareth, ein Ideal aller denkbaren Größe, für alle seinen wahren Verehrer zum weiteren Nachdenken aufgestellt in zwei Bänden, 1800 und 1803 erschienen.  Die Titel dieser Schriften zeigen, dass der Verfasser der damals in ihrer Blüte stehenden Aufklärung huldigte. Die Neue allgemeine deutsche Bibliothek, welche die einzelnen Bände fast nur lobend anzeigt, hebt mehrfach namentlich die schöne Darstellung hervor, doch lässt sie bei der Besprechung des vierten Teils der Thanatologie (Band 54 Stück 2 Seite 262) merken, dass es kein Unglück wäre, wenn der Verfasser nichts mehr drucken ließe. Schon vor diesen Erbauungsschriften hatte Hacker die Sammlung   Geistliche Lieder und Gesänge zum Privatgebrauch 1783 in Pirna herausgegeben. Einzelne seiner Lieder sollen auch in die Gemeindegesangbücher aufgenommen worden sein.

## Familie
1789 heiratete er Henriette Wilhelmine Sophie Wilsroth, die Tochter des Pfarrers Jakob Gottlieb Wilsroth in Linthe und der Christiane Wilhelmine Fleischer. Aus dieser Ehe gingen folgende vier Kinder hervor:
- Karl Walter Eduard Hacker (* 1795 in Haseloff, † August 1827 in Altmörbitz), Pfarrer in Altmörbitz (1822–1827)
- Henriette Karoline Mathilde (I. ° 22. September 1812 in Zscheila mit dem königlichen Forstbediensteten Friedrich August Marlot in Brück, zweiter Sohn des Quartiermeisters des Regiments Sacken Carl Ludwig Marlot, II. °° 2. August 1821 mit dem Pfarrer Johann Friedrich Thalwitzer in Dorfschellenberg)
- Juliane Adolphine (* 11. Februar 1798 in Straach, † 23. Dezember 1863 in Bautzen), ° 3. September 1821 in Gröbern den Pfarrer Johann Ludwig Rüling (~ 8. Dezember 1791 in Merseburg, † 27. April 1845 in Weinböhla)
- August Bernhard Hacker (* 17. Mai 1811 in Brück; † 4. November 1881 in Emmery Ironwork bei Kingston, Tennessee), Farmer in Amerika

## Werke
- Geistliche Lieder und Gesänge zum Privatgebrauch, Pirna 1783
- Thanatologie oder Denkwürdigkeiten aus dem Gebiete der Gräber – ein unterhaltendes Lesebuch für Kranke und Sterbende. 4 Bände, W. Rein, Leipzig 1795–1799.
- Jesus, der Weise von Nazareth, ein Ideal aller denkbaren Größe, für alle seine wahren Verehrer zum weiteren Nachdenken aufgestellt, 2 Bände, 1800 und 1803